# Leonardo Benvenuti
Leonardo Benvenuti (ur. 8 września 1923 we Florencji, zm. 3 listopada 2000 w Rzymie) – włoski scenarzysta filmowy.

## Kariera filmowa
Scenarzysta współpracował w ciągu swej długiej kariery przede wszystkim z Piero De Bernardim. Obaj odcisnęli niezatarte piętno na historii włoskiej komedii filmowej. Benvenuti dwukrotnie otrzymał nagrodę David di Donatello za najlepszy scenariusz: w 1986 wraz z Tulliem Pinellim, Susą Cecchi D’Amico i De Bernardim za film Miejmy nadzieję, że to będzie córka (wł. Speriamo che sia femmina) oraz w 1988 z De Bernardim i Carlem Verdone za film Ja i moja siostra (wł. Io e mia sorella). 
Współpracował z takimi filmowcami, jak: Sergio Leone, Vittorio De Sica, Mario Monicelli, Pietro Germi, Mauro Bolognini, Nanni Loy. W ramach nagrody „Premio Solinas” przyznawanej włoskim scenarzystom istnieje wyróżnienie noszące imię Leo Benvenutiego.

## Filmografia
Benvenuti pisał scenariusze do komedii.
- 1953: Puccini
- 1954: Żegnaj, moja piękna! (Addio, mia bella signora!)
- 1955: Młodzi przyjaciele (Amici per la pelle)
- 1955: Don Camillo i poseł Peppone (Don Camillo e l'on. Peppone)
- 1957: Człowiek ze słomy (L'Uomo di paglia)
- 1957: Dwa pokolenia (Padri e figli...)
- 1960: Dziewczyna z walizką (La Ragazza con la valigia)
- 1961: Don Camillo prałatem (Don Camillo monsignore... ma non troppo)
- 1961: Co za radość żyć (Che gioia vivere)
- 1963: Wzburzone morze (Mare matto)
- 1964: Małżeństwo po włosku (Matrimonio all'italiana)
- 1965: Towarzysz Don Camillo (Il compagno Don Camillo)
- 1966: Zbrodnia prawie doskonała (Delitto quasi perfetto)
- 1968: As wywiadu (Italian Secret Service)
- 1970: Kasztany miłości (Le Castagne sono buone)
- 1972: Don Camillo i dzisiejsza młodzież (Don Camillo e i giovani d'oggi)
- 1975: Moi przyjaciele (Amici miei)
- 1975: Fantozzi
- 1976: Drugi tragiczny film o Fantozzim (Il secondo tragico Fantozzi)
- 1980: Zabawa jest cudowna (Un sacco bello)
- 1983: Pechowiec Fantozzi (Fantozzi subisce ancora)
- 1984: Dawno temu w Ameryce (Once Upon a Time in America)
- 1986: Miejmy nadzieję, że to będzie córka (Speriamo che sia femmina)
- 1988: Fantozzi idzie na emeryturę (Fantozzi va in pensione)
- 1990: Wieczór u Alicji (Stasera a casa di Alice)
- 1992: Ricky i Barabba (Ricky e Barabba)
- 1994: Bohaterowie (I mitici)
- 1995: Zabawmy się w raj (Facciamo paradiso)